# El brazo fuerte
El brazo fuerte es una película mexicana de 1958 dirigida por Giovanni Korporaal basada en un argumento original de Juan de la Cabada. Está considerada como una de las cintas precursoras del género de la sátira política y de los rodajes independientes en México.

## Argumento
La historia se sitúa en el imaginario pueblo de Piliditiro, en donde Agileo (Leandro Morett) es asignado como cadenero de segunda mano para la construcción de un camino por la también imaginaria Secretaría de Caminos Vecinales. La casera que lo recibe comienza a llamarlo "ingeniero" y él no la desmiente. Envalentonado con su nuevo título, Agileo intentará seducir a Nacha, la hija de Avelino, el cacique del pueblo, que es dueño de la tienda "El Brazo Fuerte". Después de varios incidentes en donde Agileo muestra su naturaleza violenta e inconsistente, la gente y el cacique del pueblo comienzan a exigir su partida. 
Sin embargo,  Agileo recibe una carta del presidente de la República que cambia completamente la actitud de los habitantes del pueblo: de pronto, todos se vuelven obsequiosos, Avelino lo nombra presidente de la Junta de Mejoras Materiales del pueblo, le ofrece la mano de su hija Nacha y lo convierte en su socio. A la muerte de Avelino, Agileo hereda su tienda y su poder. Con su nueva posición, nombra presidentes municipales y diputados, despide arbitrariamente a pistoleros por no querer asesinar a sus oponentes, cambia sus posturas políticas en favor del imaginario partido PERO (Partido Evolucionista de Renovación y Orden), encarcela disidentes y acarrea multitudes. Unas "calaveras" denuncian los crímenes del cacique Agileo (sus abusos de poder, sus robos y su promiscuidad) sin tener mayores consecuencias.
Finalmente, al tratar de callar a un opositor arriba de una tarima, Agileo resbala, cae y muere. Cuando se hace el inventario de sus pertenencias, los habitantes del pueblo hallan la carta del Presidente: no se trataba de un elogio sino una orden de despido por incompetencia y usurpación de funciones.

## Temas
"El brazo fuerte" fue una película polémica por tratar, con la sátira, temas políticos que no eran comunes para el cine de la época. La cinta critica el sistema político mexicano utilizando la comedia. Se centra, sobre todo, en la crítica del caciquismo de la provincia mexicana, de la corrupción y el abuso de poder por parte de funcionarios. 
La película también intenta retratar, con un realismo buscado, la vida cotidiana en la provincia mexicana. Se utilizaron para su realización actores poco conocidos y muchas secuencias fueron realizadas con la participación de los habitantes reales de Erongarícuaro, Michoacán. Es por eso que se puso en los títulos iniciales y en la publicidad al "pueblo de México" como el protagonista de la cinta". Es por eso también que se le ha dado el mote de "comedia costumbrista".

## Censura
"El brazo fuerte" fue fuertemente censurada, durante más de una década, por el Gobierno Mexicano. Tomás Pérez Turrent comentó, en 1974, "Por fin se exhibe la película mexicana realizada en 1958 por Giovanni Korporaal "El brazo fuerte" que hasta ahora sólo había sido posible verla en exhibiciones privadas o en algunos cine clubes. El pretexto para evitar su difusión fue que se trataba de una película pirata, es decir, realizada de modo independiente y fuera de las anquilosadas y vetustas reglas sindicales (…) otras habían podido "legalizar" su situación pero la de Korporaal permanecía congelada." Este pretexto se basa en la apariencia de una cinta que fue realizada con un presupuesto mínimo y con actores poco experimentados y habitantes de la locación. Así, para García Riera, "al decir esos actores sus réplicas a destiempo, sobre todo al principio, acaban de dar a la película un tono muy amateur que reduce la eficacia de detalles satíricos, costumbristas o pintorescos." 
Sin embargo, según Turrent, "no era su forma de realización lo que impedía su difusión (…) los escrúpulos pusilánimes de las autoridades eran las que lo impedían: Korporaal tocaba aspectos de nuestra realidad conocidos por todos, que el cine oficial ignoraba voluntariamente: el caciquismo y las particularidades de nuestro sistema electoral existían y todo el mundo las conocía (el cine debía ignorarlas)." A pesar de que al final de la película se incluye un discurso que exime al Gobierno Federal de toda implicación en los actos de corrupción denunciados, la cinta fue censurada por su contenido político. Dice García Riera: "la ilustración por un director debutante (…) de una ingeniosa y virulenta historia de Juan de la Cabada no sólo ignoró los conductos usuales de producción y sus consiguientes obligaciones sindicales, sino las precauciones de un cine que nunca había llegado tan lejos en la denuncia de la corrupción."

## Recepción
Para Emilio García Riera, el primer largometraje de Korporaal, tuvo tanto aciertos como errores. Por un lado, a pesar de contar con un reconocido fotógrafo en Walter Reuter, la dirección de la cinta muestra los errores de un director debutante: "La película es tan valiente como imperfecta, y no sólo cabe atribuir sus muchos defectos a la extrema pobreza de medios con que fue realizada. Korporaal, mejor montador o editor que realizador, recurrió a tics formales para compensar la falta de coherencia narrativa."
Sin embargo, es también la capacidad de Korporaal para el montaje la que termina logrando, para García Riera, momentos de singular interés: "las buenas dotes de Korporaal para el montaje se advierten en una afortunada síntesis de los atropellos del cacique lograda con la animación de los grabados al estilo de Posada que ilustran las "calaveras"."
García Riera subraya, también, el realismo de la cinta que se depura de todo glamour en la representación de poblaciones rurales pobres en México: :"Si los actores hablan y se mueven muy mal, su presencia nunca desentona del contexto popular y rural en el que evolucionan. Como quiera que sea, parecen muy verdaderos, muchísimo más que los campesinos prefabricados del cine mexicano convencional. Hay por ejemplo una secuencia, en una casa de mala nota, que sacude por la total ausencia de un glamour que anularía su eficacia y su verosimilitud."

## Influencias en la cultura
La escena del burdel que mencionaba García Riera para destacar el realismo de la película influenció directamente la película "La manzana de la discordia" de Felipe Cazals. En esa película, además, el director de "El brazo fuerte", Giovanni Korporaal, apareció como actor. 
Muchos críticos comentan también la importancia de esta cinta para cimentar el camino del cine mexicano independiente. Así lo explica Pérez Turrent: "Fue una cinta que se terminó en 1958, muy elogiada en sus exhibiciones en salas independientes, universitarias, sindicales, escolares… Era lo único. El cine era campo vedado y lo seguiría siendo todavía muchos años. Faltaba por lo menos una década para que los propios sindicatos del cine abrieran las rendijas por medio del llamado Primer Concurso de Cine Experimental organizado por el STPC (1964) y "El brazo fuerte" tuvo mucho que ver en esta "apertura"."
También, Pérez Turrent señalará la influencia que tuvo la cinta de Korporaal en la futura sátira política de cineastas mexicanos como Luis Estrada: "Hoy estamos seguros que sin esta película no se hubieran hecho otras importantes como la tormentosa "La ley de Herodes", de Luis Estrada, que los censores y las altas autoridades se tuvieron que tragar con todas sus consecuencias. Creo que esto no hubiera sido posible sin "El brazo fuerte"."